# Intervención militar israelí en la guerra civil siria
La intervención militar israelí en la guerra civil siria, se refiere a la postura política, los incidentes militares y la ayuda humanitaria de Israel en el curso de la Guerra Civil Siria. Si bien la posición oficial israelí es neutralidad en el conflicto, Israel se opone a la participación de Irán en la guerra. El papel militar de Israel en la guerra se ha limitado a ataques con misiles, que hasta 2017 no fueron reconocidos oficialmente. 
Israel ha brindado ayuda humanitaria a las víctimas de la guerra en Siria, un esfuerzo que fue drásticamente preparado desde junio de 2016 cuando la Operación Buen Vecino fue lanzada por el ejército israelí . 
Hay muchos intereses nacionales diferentes que juegan un papel en la guerra. Uno de ellos es Irán, que a Israel le preocupa podría ganar demasiada influencia regional. Proxies iraníes como Hezbollah son sospechosos de llevar a cabo ataques contra posiciones israelíes en las fronteras de Siria y el Líbano, e Israel es sospechoso de llevar a cabo ataques aéreos contra convoyes que transportan armas a esas organizaciones. 

## Contexto
Israel y Siria nunca han establecido relaciones diplomáticas. Siria e Israel han estado técnicamente en estado de guerra desde 1948. Desde la creación de ambos estados a mediados del siglo XX, los países libraron tres guerras principales: la Guerra Árabe Israelí de 1948, la Guerra de los Seis Días en 1967 y la guerra de Yom Kipur en 1973. Ambos países también se involucraron más tarde en la Guerra Civil Libanesa, incluida la Guerra del Líbano de 1982 . 
Antes de la Guerra de los Seis Días de 1967, hubo intensas hostilidades centradas en las zonas desmilitarizadas, los problemas de agua y los bombardeos y la infiltración de los Altos del Golán , que luego fueron ocupados por Israel. El requisito de devolver los territorios ocupados por Israel estaba consagrado en la Resolución 242 del Consejo de Seguridad de la ONU; pero la situación se consolidó aún más debido a la gran fracasada guerra de Yom Kippur de Siria en 1973, y la frontera de facto entre los países en 1974 volvió a la línea de alto el fuego de 1967, que en gran parte ha sido respetada por ambas partes, aunque violada por Hezbollah. 
Se habían producido una serie de incidentes en la línea de cesación del fuego entre Israel y Siria en la fase inicial de la Guerra Civil Siria , que dificultaron las relaciones entre Israel y la República Árabe Siria.  Los incidentes se consideran repercusiones de los enfrentamientos de la Gobernación de Quneitra desde 2012 y los incidentes posteriores entre el Ejército sirio y los rebeldes en curso en el lado controlado por Siria del Golán y la Zona Neutral del Golán, y la participación de Hezbollah en la Guerra Civil Siria. A través de los incidentes, que comenzaron a fines de 2012, a mediados de 2014, un civil israelí fue presuntamente asesinado y al menos 4 soldados resultaron heridos; en el lado controlado por Siria, se estimó que al menos dos militantes no identificados fueron asesinados, quienes intentaron penetrar en el lado controlado por Israel de los Altos del Golán.

## Punto de vista israelí

### Posición sin interferencia
La posición oficial de Israel es la neutralidad en el conflicto sirio. Durante el conflicto, varios ministros de defensa israelíes hicieron declaraciones sobre la neutralidad de Israel en el conflicto.
A principios de julio de 2017, el ministro de defensa de Israel, Avigdor Liberman, dijo que si bien "los rebeldes no son nuestros amigos, son todas versiones de al-Qaida", Israel no pudo permitir que un hombre como Assad permanezca en el poder: "Mantener a Assad en el poder es no en nuestros intereses de seguridad. Mientras esté en el poder, Irán y Hezbolá estarán en Siria". Dijo que Israel no tenía interés en entrar en la guerra civil siria, pero que había "líneas rojas" que Israel había establecido, como el contrabando de armas sofisticadas a Hezbollah y la presencia de Irán en sus fronteras.  Más tarde, en julio de 2017, el gobierno israelí dijo que se oponía al acuerdo de alto el fuego en el sur de Siria que Estados Unidos, Rusia y Jordania habían alcanzado una semana antes que preveía el establecimiento de zonas de desescalada a lo largo de las fronteras de Siria con Jordania e Israel. Eso legalizaría la presencia de Irán en Siria.
En octubre de 2017, el ministro de Defensa Lieberman, hablando ante un medio de comunicación israelí, admitió que Bashar al-Assad estaba ganando la guerra y que ahora las autoridades extranjeras lo están cortejando, lo que, según él, era "sin precedentes". Se dijo que la declaración "marcó un retroceso para Israel, donde los altos funcionarios habían estado desde el inicio de los combates en 2011 hasta mediados de 2015 y predijeron regularmente que Assad perdería el control de su país y sería derrocado".  Pidió que Estados Unidos sea más activo "en la arena siria y en Medio Oriente en general" y señaló que Israel estaba luchando para lidiar con "los rusos, los iraníes y también los turcos y Hezbolá".

### La oposición de Israel a la presencia iraní en Siria
El 9 de julio de 2017, se anunció un nuevo acuerdo de alto el fuego negociado directamente por Estados Unidos y Rusia para el suroeste de Siria.  Estados Unidos y Rusia han realizado múltiples intentos en el pasado para llegar a un acuerdo para establecer un alto el fuego en diferentes partes de Siria.  Sin embargo, los intentos anteriores de alto el fuego han colapsado o no han logrado reducir la violencia por mucho tiempo.  El presidente de los Estados Unidos, Donald Trump, y el presidente ruso, Vladímir Putin, llegaron a un acuerdo durante su reunión en la cumbre del Grupo de los 20 en Hamburgo, Alemania, el 7 de julio de 2017.  Afecta a pueblos, aldeas y zonas fronterizas en tres regiones cercanas a Jordania e Israel.  El acuerdo incluye el establecimiento de zonas de desescalada, también conocidas como zonas seguras, a lo largo de las fronteras de Siria con Jordania e Israel. Las conversaciones sobre los detalles del acuerdo continúan.
Israel se opuso al acuerdo de alto el fuego, ya que afirma que sus intereses de seguridad no se reflejaron en el proyecto de acuerdo de alto el fuego que se formuló. "No requiere casi ninguno de los intereses de seguridad de Israel y crea una realidad inquietante en el sur de Siria. El acuerdo no incluye una sola palabra explícita sobre Irán, Hezbolá o las milicias chiítas en Siria". Según informes, Israel mantuvo conversaciones secretas con Rusia y Estados Unidos sobre el acuerdo de alto el fuego.  Israel hizo hincapié en la importancia de eliminar las "fuerzas" iraníes de Siria. Sin embargo, Israel estaba decepcionado porque el acuerdo "contradecía virtualmente todas las posiciones que Israel había presentado a los estadounidenses y los rusos".
La principal preocupación de Israel con respecto al acuerdo de alto el fuego es el aumento de la influencia iraní en la región. El primer ministro israelí, Benjamin Netanyahu, se reunió con el presidente ruso Vladímir Putin en agosto de 2017 para compartir las preocupaciones de Israel sobre el acuerdo de alto el fuego. "Señor Presidente, con esfuerzos conjuntos estamos derrotando al Estado Islámico, y esto es algo muy importante. Pero lo malo es que donde el grupo derrotado del Estado Islámico desaparece, Irán está interviniendo", dijo al Primer Ministro ruso.  Rusia le ha asegurado a Israel que disuadirá a Irán o Hezbolá de abrir un nuevo frente con Israel. "Tomamos en cuenta los intereses israelíes en Siria", dijo el martes Alexander Petrovich Shein, embajador de Rusia en Israel, a su canal de televisión Channel One. "Si fuera por Rusia, las fuerzas extranjeras no se quedarían", agregó.  Una delegación, encabezada por el jefe del Mossad , Yossi Cohen, visitó Washington para conversar con altos funcionarios de la Casa Blanca y de la defensa estadounidense. Uno de los principales temas para la discusión fue el acuerdo de alto el fuego en el sur de Siria y sus ramificaciones. "Un alto funcionario israelí dijo que se esperaba que la delegación tratara de persuadir a los altos funcionarios de la administración de que partes del acuerdo de alto el fuego en el sur de Siria deberían ser enmendadas para incluir declaraciones más claras sobre la necesidad de eliminar las fuerzas iraníes, las milicias chiítas sirias y Hezbolá". Sin embargo, la delegación de alto nivel no pudo "garantizar un compromiso de los estadounidenses para garantizar que cualquier acuerdo para poner fin a la guerra en Siria incluya la evacuación de las fuerzas militares iraníes del país".
Tras el intercambio de disparos el 10 de mayo de 2018, el ministro de defensa israelí, Avigdor Lieberman, dijo que Israel no permitirá que Irán convierta a Siria en una "base avanzada" frente a Israel.

## Incidentes durante la Guerra Civil Siria
Varios incidentes han ocurrido en la línea de alto el fuego israelí-sirio durante la Guerra Civil Siria , forzando las relaciones entre los países .  Los incidentes se consideran un desbordamiento de los choques de la gobernación de Quneitra desde 2012 y los incidentes posteriores entre el Ejército sirio y los rebeldes, en curso en el lado controlado por Siria del Golán y la Zona Neutral del Golán y la participación de Hezbolá en la Guerra Civil Siria.  A través de los incidentes, que comenzaron a fines de 2012, a mediados de 2014, un civil israelí murió y al menos 4 soldados resultaron heridos; en el lado controlado por Siria, se estima que al menos diez soldados murieron, así como dos militantes no identificados, que fueron identificados cerca de Ein Zivan en los Altos del Golán.
A principios de diciembre de 2017, la fuerza aérea israelí había confirmado que había atacado a los convoyes de armas del gobierno sirio y al Hezbolá del Líbano casi 100 veces durante los más de seis años del conflicto en Siria.
En varias ocasiones, según informes, Israel llevó a cabo o apoyó ataques contra Hezbolá y objetivos iraníes dentro de los territorios sirios o el Líbano.  Uno de los primeros incidentes de este tipo reportados de manera confiable tuvo lugar el 30 de enero de 2013, cuando un avión israelí golpeó un convoy sirio que supuestamente transportaba armas iraníes a Hezbolá. Habitualmente, Israel se negaba a comentar sobre el incidente, una postura que se cree buscaba asegurar que el gobierno sirio no se sienta obligado a tomar represalias.
Más incidentes se atribuyeron a la IAF en mayo de 2013, diciembre de 2014 y abril de 2015. Algunos de esos informes fueron confirmados por la República Árabe Siria, mientras que otros se negaron. Israel se negó sistemáticamente a comentar sobre los presuntos ataques contra objetivos sirios de Hezbolá y Baathistas en territorio sirio. En 2015, presuntos militantes de Hezbolá lanzaron un ataque de represalia contra las fuerzas israelíes en las granjas de Shebaa. En marzo de 2017, Siria lanzó misiles antiaéreos hacia la parte controlada por Israel de los Altos del Golán, supuestamente contra un avión israelí de la IAF, que según Siria estaba en camino de atacar objetivos en Palmira (Siria).  Después del incidente, el Estado de Israel declaró que estaba apuntando a envíos de armas dirigidos hacia las fuerzas antiisraelíes, específicamente Hezbollah , ubicada en el Líbano. Israel negó la afirmación de Siria de que un caza a reacción fue derribado y otro dañado. Israel no ha informado de ningún piloto o avión desaparecido en Siria o en ningún otro lugar del Medio Oriente después del incidente. Según algunas fuentes, el incidente fue la primera vez que los funcionarios israelíes confirmaron claramente un ataque israelí contra un convoy de Hezbolá durante la Guerra Civil Siria.

### Incidente de octubre de 2017
En la mañana del 16 de octubre de 2017, según el ejército israelí, los jets israelíes atacaron un lanzador de misiles antiaéreo del gobierno sirio luego de que este disparara a un avión israelí que volaba en el espacio aéreo del Líbano, cerca de la frontera con Siria, para una misión de reconocimiento; un portavoz militar israelí dijo que era la primera vez que las fuerzas sirias atacaban a un avión israelí mientras volaba sobre el Líbano desde que comenzó la guerra siria.

### Incidente de diciembre de 2017
En la madrugada del 2 de diciembre de 2017, un sitio militar cerca de Al-Kiswah, al sur de Damasco, fue atacado por misiles del ejército israelí; dos de los misiles de tierra-tierra lanzados fueron interceptados por la defensa aérea siria, según informes de medios sirios.  El incidente se produjo tres días después, seguido de un informe de Siria que afirmaba que las unidades de defensa aérea sirias habían derribado tres misiles israelíes que apuntaban a un puesto militar cerca de Damasco; no hubo comentario israelí sobre el incidente. Otro ataque fue denunciado el 7 de diciembre.

### Incidente de febrero de 2018
El 7 de febrero de 2018, los medios de comunicación estatales sirios dijeron que aviones de guerra israelíes atacaron una posición militar en el campo de Damasco desde espacio aéreo libanés,con las defensas aéreas sirias destruyendo la mayoría de los misiles. Otros informes indicaron que el objetivo era el Centro de Investigación Científica en Jamraya, al oeste de Damasco, y que la misma posición había sido atacada por Israel dos veces antes. Algunos activistas afirman que la posición contiene depósitos de armas utilizados por Hezbollah.

### Incidente de marzo de 2018
El 17 de marzo de 2018, la Fuerza Aérea israelí golpeó un objetivo en Siria. En respuesta, el Ejército sirio disparó varios misiles S-200 contra aviones israelíes sobre los Altos del Golán. Israel informó que un misil sirio había sido derribado por un misil Arrow 2, mientras que ninguno de sus aviones habían sido dañados. Israel declaró que estaba apuntando a cargamentos de armas dirigidos hacia las fuerzas antiisraelíes, específicamente Hezbolá , en el Líbano, mientras que el Ejército sirio afirmó que un sitio militar cerca de Palmira había sido atacado.

### Incidentes de abril de 2018

#### 9 de abril
Rusia y Siria acusaron a Israel de realizar un ataque aéreo el 9 de abril de 2018 contra la base aérea de Tiyas, también conocida como la base aérea T-4, fuera de Palmira, en el centro de Siria. El ministerio de defensa ruso dijo que el avión israelí lanzó ocho misiles desde el espacio aéreo libanés, cinco de los cuales fueron interceptados por los sistemas de defensa aérea sirios. Según el opositor Observatorio Sirio de Derechos Humanos, al menos 14 personas murieron y más resultaron heridas. Entre los muertos había siete soldados iraníes. El 16 de abril, un oficial militar israelí anónimo confirmó al New York Times que su país realizó los ataques aéreos.

#### 29 de abril
Al menos 26 combatientes a favor del régimen murieron en ataques con misiles el 29 de abril en la provincia de Hama, en el centro de Siria.  Según los medios estatales de Irán, 18 de ellos eran iraníes .  Los ataques también golpearon una base aérea en la cercana provincia de Alepo, donde se almacenaron misiles de superficie a superficie .  "Dada la naturaleza del objetivo, es probable que haya sido un ataque israelí", según el SOHR .

### Incidentes de mayo de 2018
Los medios de comunicación árabes informaron que, el 6 de mayo de 2018, ocho miembros de la 150 División de Defensa Aérea de la Fuerza Aérea Siria murieron en una misteriosa explosión en la mañana en la carretera Damasco-Suwayda. Ingenieros y soldados del batallón que eran responsables de la operación del sistema antiaéreo S-200 y habían llevado a cabo el derribo del F-16 israelí dos meses antes, tomaron un vehículo de transporte y de repente se produjo la explosión.
Según los medios de comunicación sirios, el 8 de mayo de 2018, aviones de combate israelíes atacaron varias bases militares en Siria, donde hay una importante presencia iraní. El gobierno sirio afirmó que dos misiles israelíes que apuntaban a un convoy de armas en una base fueron derribados cerca de las zonas industriales de al-Kiswah cerca de Damasco.
El 10 de mayo, las FDI acusaron a las fuerzas de élite iraníes en el lado de los Altos del Golán, controladas por los sirios, de haber disparado alrededor de 20 proyectiles hacia posiciones del ejército israelí sin causar daños ni heridos.  Israel respondió con el "ataque más extendido en Siria en décadas".  Según el Ministerio de Defensa de Rusia, esto involucró a 28 aviones y al fuego de 70 misiles.  Sin embargo, el ejército árabe sirio se responsabilizó del ataque a las posiciones del ejército israelí.  Y Fares Shehabi, miembro del parlamento sirio para Alepo, también confirmó que fueron los sirios y no los iraníes los que atacaron a los objetivos israelíes en represalia al bombardeo israelí de Siria.
El 18 de mayo, explosiones masivas golpearon el Aeropuerto Militar de Hama .  Sky News Arabia informó que fue causada por ataques dirigidos contra un sistema de defensa de misiles de largo alcance Bavar 373 iraní que se puso en servicio en marzo de 2017.  El Post de Bagdad informó que los jets israelíes apuntaron a las posiciones del CGRI en el aeropuerto y que el bombardeo se produjo poco después de golpear las posiciones de las milicias iraquíes que se reunieron allí.  Debkafile informó que decenas de sirios e iraníes murieron en las explosiones.
El 24 de mayo, aviones de combate que volaban desde el espacio aéreo libanés realizaron un ataque cerca de un aeropuerto en Homs, luego de informes anteriores de que aviones israelíes habían sido vistos por encima del Líbano. Según la organización Al-Marsad para los derechos humanos, el ataque tenía como objetivo una base de Hezbollah.  Según los informes, 21 personas murieron en el ataque, incluidos nueve iraníes.

### Incidente de junio de 2018
Según el periódico kuwaití Al-Jarida, Israel atacó a los militantes chiitas iraquíes en Siria con la aprobación de Rusia y los Estados Unidos el 18 de junio de 2018, matando a 52. La agencia de noticias oficial siria SANA informó que dos misiles israelíes cayeron cerca del Aeropuerto Internacional de Damasco el 26 de junio. Los activistas locales afirmaron que los aviones de guerra israelíes atacaron un avión de carga iraní que se estaba descargando en el aeropuerto. El Observatorio Sirio para los Derechos Humanos con sede en el Reino Unido dijo que los misiles israelíes impactaron en los depósitos de armas de Hezbolá cerca del aeropuerto y que los sistemas de defensa aérea sirios no impidieron los ataques israelíes.

### Incidentes de julio de 2018
Según la oposición siria, un ataque aéreo israelí destruyó almacenes de municiones pertenecientes al régimen de Assad y milicias pro Assad en el distrito de Deraa, en el sur de Siria, el 3 de julio. La televisión estatal siria informó el 8 de julio que aviones israelíes atacaron la base aérea T-4 cerca de Homs, y los sistemas de defensa aérea sirios derribaron varios misiles entrantes.  Si bien los medios estatales sirios no informaron víctimas, la oposición siria declaró que nueve personas murieron en los ataques.  Citando fuentes de los medios árabes, Al Jazeera afirmó que entre cuatro y seis cohetes impactaron en la base y sus alrededores.  El 11 de julio de 2018, después de que un misil Patriot israelí interceptara un avión no tripulado de reconocimiento sirio que se infiltró en el norte de Israel, Israel atacó tres puestos militares sirios en el área de Quneitra. Los medios de comunicación sirios informaron que el 15 de julio, Israel atacó el aeropuerto militar de Nayrab en las afueras de Alepo.  En el pasado, Al-Nayrab ha estado vinculado a las fuerzas iraníes. El 22 de julio, la televisión estatal siria informó que un ataque aéreo israelí golpeó un sitio militar en la ciudad de Misyaf en la provincia de Hama, causando solo daños materiales.  Una fuente de inteligencia evaluó que un centro de investigación militar para la producción de armas químicas estaba ubicado cerca de la ciudad. El 24 de julio, las Fuerzas de Defensa de Israel (FDI) interceptaron un avión de combate Sukhoi sirio que, según dijeron, había cruzado aproximadamente una milla en el espacio aéreo israelí. Las FDI derribaron el avión utilizando dos misiles Patriot.

### Incidentes de septiembre de 2018
El 2 de septiembre de 2018 se registraron grandes explosiones en una base aérea militar siria cerca de Damasco, en un ataque atribuido por algunos a aviones de combate israelíes.  Sin embargo, Siria negó que se hubiera producido un ataque, diciendo que las explosiones fueron causadas por una explosión en un depósito de municiones provocado por fallas eléctricas.  Israel no emitió ninguna declaración con respecto al incidente. 
Los medios estatales sirios informaron que aviones israelíes atacaron posiciones iraníes en la ciudad de Hama el 4 de septiembre de 2018, matando al menos a una persona e hiriendo a otras doce.  Según una fuente militar, las defensas aéreas sirias interceptaron varios misiles sobre la cercana ciudad de Wadi al-Uyun. También se reportaron huelgas adicionales en Baniyas. Israel reveló que sus fuerzas llevaron a cabo más de 200 ataques aéreos contra objetivos iraníes en Siria y dispararon más de 800 misiles y proyectiles de mortero durante el último año y medio, causando una interrupción del contrabando de armas de Irán y la evacuación de varias bases iraníes en Siria. Israel supuestamente atacó el aeropuerto de Damasco el 15 de septiembre, destruyendo un depósito de armas con armas recién llegadas para Hezbollah o el ejército iraní. Los medios estatales sirios afirmaron que los misiles israelíes fueron interceptados.
El 17 de septiembre, la Fuerza Aérea israelí realizó ataques con misiles en una instalación de armas cerca de Latakia. Las FDI reconocieron los ataques aéreos al día siguiente. La agencia de noticias SANA informó que diez personas habían resultado heridas. Según el Observatorio Sirio de Derechos Humanos, 113 soldados iraníes fueron asesinados durante el mes pasado como resultado de los ataques israelíes en Siria. Durante o dentro de los 40 minutos posteriores a los ataques, un avión de reconocimiento Il-20 ELINT, con 15 militares rusos a bordo, que venía a aterrizar en la base aérea rusa de Khmeimim , fue derribado en un incidente de fuego amigo por los sistemas de defensa aérea sirios. que buscaba apuntar al avión israelí. El ministro de defensa de Rusia, Sergey Shoygu, culpó al ejército de Israel por el accidente porque, según el ministerio, el ejército ruso solo recibió un minuto de advertencia de Israel sobre los inminentes ataques con misiles y los cuatro aviones F-16 israelíes que realizaron los ataques utilizaron deliberadamente al ruso. avión como cubierta para permitirles acercarse a sus objetivos en el suelo sin ser golpeados por el fuego sirio.  El 20 de septiembre, en Moscú, una delegación israelí encabezada por el comandante de la Fuerza Aérea de Israel, Amikam Norkin, presentó al comando de la Fuerza Aérea de Rusia la investigación de Israel sobre el bombardeo de un sitio de transferencia de armas avanzado iraní-Hezbolá y la correspondiente pérdida del IL-20. Las FDI declararon que sus aviones ya estaban aterrizando en Israel cuando los misiles antiaéreos sirios derribaron el IL-20 ruso.

### Incidente de noviembre de 2018
El 29 de noviembre de 2018, se informó que los misiles israelíes apuntaron a sitios pertenecientes a milicias respaldadas por Irán en Kiswah.  Fragmentos de un misil antiaéreo sirio fueron encontrados en un área abierta en el lado israelí de los Altos del Golán varias horas después de que los medios sirios dijeran que habían derribado "objetivos hostiles" en la parte sur del país la noche anterior.  Fuentes militares israelíes negaron que algún avión fuera derribado.

### 2019
- El 12 de enero, aviones israelíes atacaron uno de los almacenes del aeropuerto de Damasco, siendo la mayoría de los proyectiles interceptados por los sistemas de defensa aérea de Siria. El primer ministro israelí, Benjamin Netanyahu, confirmó que Israel atacó almacenes iraníes.
- El 20 de enero, cuatro F-16 israelíes atacaron Siria con misiles guiados desde el Mar Mediterráneo, según el Ministerio de Defensa ruso. Los complejos antimisiles Pantsir y Buk de la SyAAF lograron interceptar siete misiles israelíes. El ataque fue efectuado contra el aeropuerto internacional de Damasco,no se reportaron víctimas ni daños materiales. Poco después, las FDI informaron de que el sistema Cúpula de Hierro interceptó un misil lanzado contra los Altos del Golán desde el territorio sirio.
- El 21 de enero, aviones israelíes bombardearon objetivos iraníes en Damasco y sus alrededores, incluido el aeropuerto internacional con misiles causando grandes daños materiales y víctimas. El ataque tuvo como blanco posiciones, sitios de inteligencia, un campo de entrenamiento y almacenes de las fuerzas iraníes y de Hizbulá.[83] Israel también atacó las baterías antiaéreas sirias cuando estas dispararon docenas de misiles contra los aviones israelíes que realizaban los ataques. Israel le transmitió un mensaje a Siria de que los militares solo atacaban a las fuerzas iraníes y le advirtió que no disparara contra los aviones israelíes.[84] Según el OSDH los bombardeos dejaron un saldo de once muertos y entre ellos figuran dos sirios. El Centro Nacional de Control de la Defensa de Rusia indicó que en los ataques murieron cuatro militares sirios y otros seis resultaron heridos.[85]

## Ayuda humanitaria israelí a los sirios
En junio de 2016, desde el territorio de los Altos del Golán, ocupado por Israel desde 1967 y anexado en 1981, el ejército israelí comenzó la Operación Buen Vecino, que luego presentó como una operación de ayuda humanitaria multifacética para evitar el hambre de sirios que vivían a lo largo de la frontera y brindada tratamiento médico básico o avanzado.
La ayuda consistía en atención médica, agua, electricidad, educación o alimentos y se entregaba a sirios cerca de la línea de alto el fuego entre Israel y Siria, a menudo escoltada por soldados israelíes. Más de 200,000 sirios recibieron esa ayuda, y más de 4,000 de ellos fueron tratados en hospitales israelíes desde 2013.  Se informaba que muchas de las víctimas tratadas eran civiles, a menudo niños. Se han denunciado que en realidad eran combatientes rebeldes del Ejército Sirio Libre. Esta teoría se apoyaba en el hecho de que Israel tenía un interés estratégico en ayudar a los rebeldes; que luchaban contra ISIS y las fuerzas aliadas iraníes.
En 2016, el profesor israelí Anthony Luder dijo: "Algunos sirios, antes de regresar a Siria, nos dicen: 'Regresaremos y los mataremos a todos'.  En 2017, se estrenó una película documental israelí, apodada "El sirio herido". La directora de la película, Racheli Schwartz , afirmó en una entrevista que " personas llenas de odio que, incluso después de salvar sus vidas, maldicen y actúan violentamente hasta que las enfermeras necesitan la protección del personal de seguridad". 